# Les Salelles (Ardèche)
Les Salelles település Franciaországban, Ardèche megyében. Lakosainak száma 406 fő (2022. január 1.). Les Salelles Chambonas, Gravières, Malarce-sur-la-Thines és Saint-Pierre-Saint-Jean községekkel határos.

## Népesség
A település népességének változása:
| Lakosok száma | 192  | 181  | 173  | 287  | 337  | 354  | 366  | 372  | 383  | 406  |
|               | 1968 | 1982 | 1990 | 2006 | 2013 | 2015 | 2017 | 2019 | 2020 | 2022 |